# Dobârlău
Dobârlău – wieś w Rumunii, w okręgu Covasna, w gminie Dobârlău. W 2011 roku liczyła 1047 mieszkańców.